# Sherlock Holmes (série de films, 1921-1923)

De 1921 à 1923, la compagnie de production britannique Stoll Picture Productions finance le tournage d'une série de films muets en noir et blanc adaptés des enquêtes de Sherlock Holmes écrites par Arthur Conan Doyle. Un total de 47 films sont réalisés par Maurice Elvey puis par George Ridgwell, dont 45 courts métrages et 2 longs métrages. Eille Norwood joue le rôle de Holmes tandis que Hubert Willis incarne le Docteur Watson (à l'exception du dernier long métrage, The Sign of Four, où Watson est joué par Arthur Cullin).
Presque l'ensemble du Canon holmésien publié à cette époque par Conan Doyle est adapté, à l'exception de Une étude en rouge (1887), Les Cinq Pépins d'orange (1891), La Vallée de la peur (1914-1915) et L'Homme qui grimpait (1923). Deux nouvelles publiées par Conan Doyle pendant le tournage de la série sont immédiatement adaptées : La Pierre de Mazarin (1921) et Le Problème du Pont de Thor (1922).
Les films sont de nos jours conservés au British Film Institute mais restent inaccessibles au grand public, à l'exception de trois courts-métrages et d'un long-métrage disponibles sur Internet en version non-restaurée. Le British Film Institute a toutefois annoncé en 2021, à l'occasion du centenaire de la série, une numérisation et une restauration intégrale des épisodes pour une sortie commerciale à partir de l'année 2023.

## Tournage
Selon Alan Barnes, auteur de l'ouvrage de référence Sherlock Holmes On Screen, Eille Norwood aurait été choisi par le réalisateur Maurice Elvey après une courte séance de test au cours de laquelle Norwood, en l'espace de quelques minutes, serait parvenu à trouver lui-même un maquillage quasi parfait pour prendre l'allure de Sherlock Holmes.
| |  |  |
| Alan Barnes relève qu'Eille Norwood (à droite) adopte une posture inspirée d'une illustration de Sidney Paget (genoux sous le menton et bras autour des jambes). |  |  |

Avant le début du tournage, Eille Norwood relit l'ensemble des romans et nouvelles mettant en scène Sherlock Holmes pour s'imprégner de son personnage. Il se montre par la suite déterminé pour jouer un Holmes au caractère fidèle à celui dépeint par Conan Doyle, tout en s'inspirant des illustrations de Sidney Paget pour le choix de son costume et de certaines postures à l'écran. Il apprend également à jouer quelques airs de violon pour manier l'instrument de manière convaincante bien que la série soit muette.
Le tournage de la première série de 15 courts métrages (The Adventures of Sherlock Holmes) débute en novembre 1920. Maurice Elvey prévoit alors de tourner plusieurs scènes d'extérieur dans la véritable Baker Street où se trouve l'adresse fictive du détective, mais cette idée est abandonnée à cause de la foule attirée par le tournage. Toutes les scènes d'extérieur urbaines sont finalement tournées dans d'autres endroits de Londres ou de sa banlieue avec un souci de fidélité par rapport à l'univers du détective.

## Conservation des films
Les films de la série sont conservés au British Film Institute, mais leur état de préservation n'est pas connu. Il est possible que certaines pellicules soient détériorées. Par ailleurs, des informations contradictoires circulent vis-à-vis de la conservation de certains épisodes. Selon l'ouvrage Sherlock Holmes On Screen d'Alan Barnes, toute la série aurait été conservée à l'exception de l'épisode intitulé The Noble Bachelor (1921) qui aurait été perdu. Selon un article d'Howard Ostrum consacré au cinéma muet holmésien, toute la série aurait été conservée à l'exception de l'épisode intitulé The Dancing Men (1923).
Depuis sa diffusion initiale, la série reste inaccessible au grand public malgré sa préservation intégrale ou quasi-intégrale. Certains épisodes peuvent être visionnés directement dans les locaux du British Film Institute (pour les chercheurs et professionnels), de même que certains épisodes sont diffusés à l'occasion de festivals cinématographiques, mais la série ne connaît aucune édition DVD,. En 2010, trois épisodes numérisés sont mis en ligne sur le site Archive.org en version non-restaurée (donc de mauvaise qualité) : The Dying Detective, The Devil's Foot et The Man with the Twisted Lip. En 2017, The Sign of Four (long-métrage, 1923) apparaît sur Youtube en version également non-restaurée.
Le British Film Institute annonce en 2021 la restauration de la série pour une sortie commerciale en 2023. Aucune allusion n'est faite à d'éventuels épisodes manquants dans le projet de restauration.

## Distribution
- Eille Norwood : Sherlock Holmes (45 courts métrages et 2 longs métrages)
- Hubert Willis : Docteur Watson (45 courts métrages et Le Chien des Baskerville)
- Arthur Cullin : Docteur Watson (Le Signe des quatre)
- Arthur Bell : Inspecteur Lestrade
- Teddy Arundell : Inspector Hopkins

## Films
The Adventures of Sherlock Holmes (15 courts métrages, 1921)
- The Dying Detective
- The Devil's Foot
- A Case of Identity
- The Yellow Face
- The Red-Headed League
- The Resident Patient
- A Scandal in Bohemia
- The Man with the Twisted Lip
- The Beryl Coronet
- The Noble Bachelor
- The Copper Beeches
- The Empty House
- The Tiger of San Pedro
- The Priory School
- The Solitary Cyclist

The Further Adventures of Sherlock Holmes (15 courts métrages, 1922)
- Charles Augustus Milverton
- The Abbey Grange
- The Norwood Builder
- The Reigate Squires
- The Naval Treaty
- The Second Stain
- The Red Circle
- The Six Napoleons
- Black Peter
- The Bruce-Partington Plans
- The Stockbroker's Clerk
- The Boscombe Valley Mystery
- The Musgrave Ritual
- The Golden Pince-Nez
- The Greek Interpreter

The Last Adventures of Sherlock Holmes (15 courts métrages, 1923)
- Silver Blaze
- The Speckled Band
- The Gloria Scott
- The Blue Carbuncle
- The Engineer's Thumb
- His Last Bow
- The Cardboard Box
- The Disappearance of Lady Frances Carfax
- The Three Students
- The Missing Three-Quarter
- The Mystery of Thor Bridge
- The Stone of Mazarin
- The Dancing Men
- The Crooked Man
- The Final Problem

Longs métrages
- The Hound of the Baskervilles (1921)
- The Sign of Four (1923)